# پتروورث
longitudeپتروورثlatitudeپتروورث
پتروورث (به انگلیسی: Petworth) یک شهرک در بریتانیا است که در انگلستان واقع شده‌است.

## خصوصیات
پتروورث ۲۶٫۹۰ کیلومترمربع مساحت و ۲٬۷۷۵ نفر جمعیت دارد.